# Manatí (Puerto Rico)
Manatí es un municipio autónomo del Estado Libre Asociado de Puerto Rico. Manatí está repartida en 8 barrios y Manatí Pueblo, el centro administrativo y principal pueblo del municipio.
Sus límites geográficos son la costa norte con el océano Atlántico, al oeste con Florida y Barceloneta, al sur con Morovis y Ciales y al este con Vega Baja.

## Barrios
Manatí se subdivida en 9 barrios y Manatí Pueblo;
- Bajura Afuera
- Bajura Adentro
- Coto Norte
- Coto Sur
- Manatí Pueblo
- Río Arriba Poniente
- Río Arriba Saliente
- Tierras Nuevas Poniente
- Tierras Nuevas Saliente

Sus Sectores de alta sociedad;
- Hacienda Monserrate
- Reparto Rossello
- Estancias de Manatí
- Hacienda Hermanas Menas
- Reparto Guayaney

## Historia
Manatí fue fundado en el año 1738, por Sebastián Iglesias. Fue el noveno poblado en ser oficializado por la corona española en Puerto Rico. Según algunos investigadores, su nombre proviene de la proliferación del manatí antillano (Trichechus manatus) –mamífero marino— en la desembocadura del río Grande de Manatí. Otros historiadores opinan que el nombre deriva del río que los taínos llamaron Manatuabon[cita requerida]. Se ha sostenido que este río puede haber sido al que Juan Ponce de León se refirió como el río Ana, lugar donde intentó fundar la primera población española atraído por las riquezas del valle y las promesas de oro en el río. Se argumenta que los vecinos abandonaron el lugar como resultado de las violentas marejadas de las aguas. 
Por otro lado, la documentación indica que, para el 1729, el obispo D. Sebastián Lorenzo Pizarro visitó la región y constató que se había construido una ermita en la ribera del Manatí en honor a la Virgen de la Candelaria. Para 1733, los vecinos habían aumentado significativamente ya que el gobernador Matías de Abadía quien había nombrado teniente a guerra de la «Ribera de Manatí» a don Pedro Menéndez de Valdés le cedió ese año una caballería de tierra en el caño de Talantar para destinarla a la siembra de frutos (Villar Roces 1976).
Finalmente, el pueblo se fundó oficialmente en o antes del mes de junio de 1738, en el barrio Manatí Abajo de Arecibo. Los primeros años fueron desafortunados. La economía del lugar fue devastada por plagas que atacaron los sembradíos y tormentas que terminaron de destrozar el pueblo (Santa Rosa el 30 de agosto de 1738 y San Leoncio el 12 de septiembre del mismo año). En 1776, fray Iñigo Abbad y Lasierra describió a Manatí como una población próspera donde vivían 447 familias, «más de tres mil almas.» Según Villar Roces, otro cronista de la época, D. Fernando Miyares González relató en 1775 lo siguiente: Tiene como cien casas de texa juntas y las demás repartidas. La iglesia de la Candelaria es de piedra y la mejor de la isla... En este pueblo hay un mediano cultivo y varios vecinos bien acomodados; hay una compañía de milicias disciplinadas de infantería... (volumen 13, p. 196). En 1786, el pueblo fue destruido por un terremoto pero los vecinos reconstruyeron este de manera impresionante. En 1831, según Don Pedro Damom Cóldoba el municipio estaba organizado en los barrios: Bajura, Coto y Arenas Blancas, Cuchillas, Llanadas y Garrochales, Manatí Abajo, Palmas Altas, Río Arriba, Sabana Hoyos, Tierras Nuevas y Yeguada. A mediados del siglo XIX, desaparecieron los barrios Yeguada y Cuchillas y se formaron Punta y Boca. En 1878, Ubeda y Delgado no menciona los barrios Llanadas y Sabana Hoyos mas menciona el nuevo barrio de Florida el cual tiempo después se convertiría en municipio independiente. En 1899, los barrios Palmas Altas, Garrochales, Florida Adentro, Florida Afuera y Manatí Abajo pasaron a formar el municipio de Barceloneta. También fueron excluidos los barrios Punta y Boca. Para 1940, el barrio Coto fue subdividido en Coto, Coto Norte y Coto Sur.
En aspectos económicos, en 1853, el pueblo se transformó de una economía minera a una agrícola. La caña de azúcar fue el cultivo principal con doce trapiches en funcionamiento. Además, existían cinco alfarerías, tres tonelerías y dos carpinterías. Para ese entonces, Manatí tenía 280 viviendas de mampostería o madera, sobre mil bohíos, dos plazas, ocho calles, y una escuela con cincuenta alumnos. Este desarrollo económico y poblacional siguió creciendo durante el siglo XX hasta recibir en julio de 1994, el distintivo de ciudad. Como resultado, Manatí deja de tener tres torres en su corona mural y pasa a tener cinco, característico de las ciudades. Desde entonces, este pueblo se conoce como la «Ciudad Metropolitana». Los líderes municipales han concentrado sus esfuerzos en adquirir lo último en tecnología para el beneficio de sus ciudadanos. El 5 de marzo de 1998, Manatí hizo historia cuando dio inicio «Atenas Internet», el primer proveedor de servicio cibernético administrado por un municipio.
En el campo cultural, a comienzos del siglo XX, Manatí recibió el cognomento de la «Atenas de Puerto Rico» por el extraordinario auge cultural y artístico que alcanzó. Según Villar Roces, este sobrepasó al de la «mayoría de los municipios restantes, y por la celebridad que lograron sus Juegos Florales, que aventajaban incluso a los que tenían efecto en las principales ciudades de la Isla» (p. 197). También se le atribuye el apelativo a las tertulias que tomaban lugar en la terraza del Casino Español, «... con la presencia de exquisitos poetas y brillantes hombres de letras locales como José de Jesús Esteves, Enrique Zorrilla, Clemente Ramírez de Arellano, ángel M. Villamil, Cándido Alvarado, Luis Antonio Miranda, y Juan R. Parés». Además asistían grandes intelectuales desde San Juan tales como: Luis Lloréns Torres, Evaristo Ribera Chevremont, Cristóbal Real, Nicolás Blanco, José Pérez Lozada, José Adsuar y Manuel Fernández Juncos.
Al mismo tiempo, el pueblo es reconocido como uno de los lugares en la Isla donde se realizaban los «Velorios de Cruz», los cuales se originaron en «épocas remotas en el sur de España» (Villar Roces, 1976). Algunos historiadores sostienen que éstos comenzaron a cantarse en Puerto Rico luego de que ocurriera un temblor de tierra en 1787. Las Fiestas de Cruz se caracterizan por su «rosario cantao». Según la costumbre pueblerina, se celebraba en tres ocasiones: en el aniversario de la muerte de seres queridos; en las promesas a los santos y en la Cruz de Mayo (Villar Roces, 1976). Los velorios de la Cruz tenían lugar durante nueve noches y al final se bailaba. Luego marchaban a la playa a las cuatro de la mañana donde todos los participantes pasaban el día.

## Símbolos
Bandera
La bandera de Manatí consiste de tres franjas horizontales.  En la parte superior se localiza una blanca, seguida de una roja y finalizando con una azul en la parte inferior. La banda central es más angosta. Estos colores son representativos del fundador del pueblo Diego el Caballo de caballos y su blasón familiar.
Escudo
Este escudo está dividido en cuatro cuarteles mediante dos líneas interceptadas en forma de cruz. En su primer y tercer cuartel muestra un templo griego - el Partenón- de la ciudad de Atenas, apelando al cognomento de Manatí: la «Atenas de Puerto Rico.» El segundo y cuarto cuartel exhiben un manatí como representación del nombre de la ciudad. Al centro tiene un escudillo compuesto por llamas, las cuales simbolizan las fogatas con que tradicionalmente se celebran las fiestas de Nuestra Señora de la Candelaria, patrona de la ciudad. Bajo el escudo aparece la inscripción "Atenas de Puerto Rico". Su corona mural tiene cinco torres, insignia genérica de ciudad.

## Economía

### Agricultura
Manatí es el centro de piña de Puerto Rico. Además, crece junto a las frutas, azúcar, y café.
Isidoro Colón estableció la Azucarera «Candelaria» entre los años 1860-1870, localizada entre Manatí y Barceloneta

### Industria
La manufactura de productos farmacéuticos, que representa más del 46,5% del producto interno bruto, predomina en Manatí.
Fabricantes actuales incluyen;
- Bristol-Myers Squibb
- Warner Chilcott
- DuPont
- Patheon
- Actavis
- Janssen Healthcare  (Johnson & Johnson)
- Johnson & Johnson

### Estadística Poblacional
- Población Total: 44.68485

Blancos: 36.0925 (81.8%)

Negros o Afroamericanos: 3.81964 (8.7%)

Amerindios: 22,254 (0.5%)

Más de una raza: 1.137 (2.6%)

### Estaciones de radio
- WMNT (AM) - Radio Atenas 1500 AM
- WNRT FM - Triunfo 96.9 FM

## Turismo

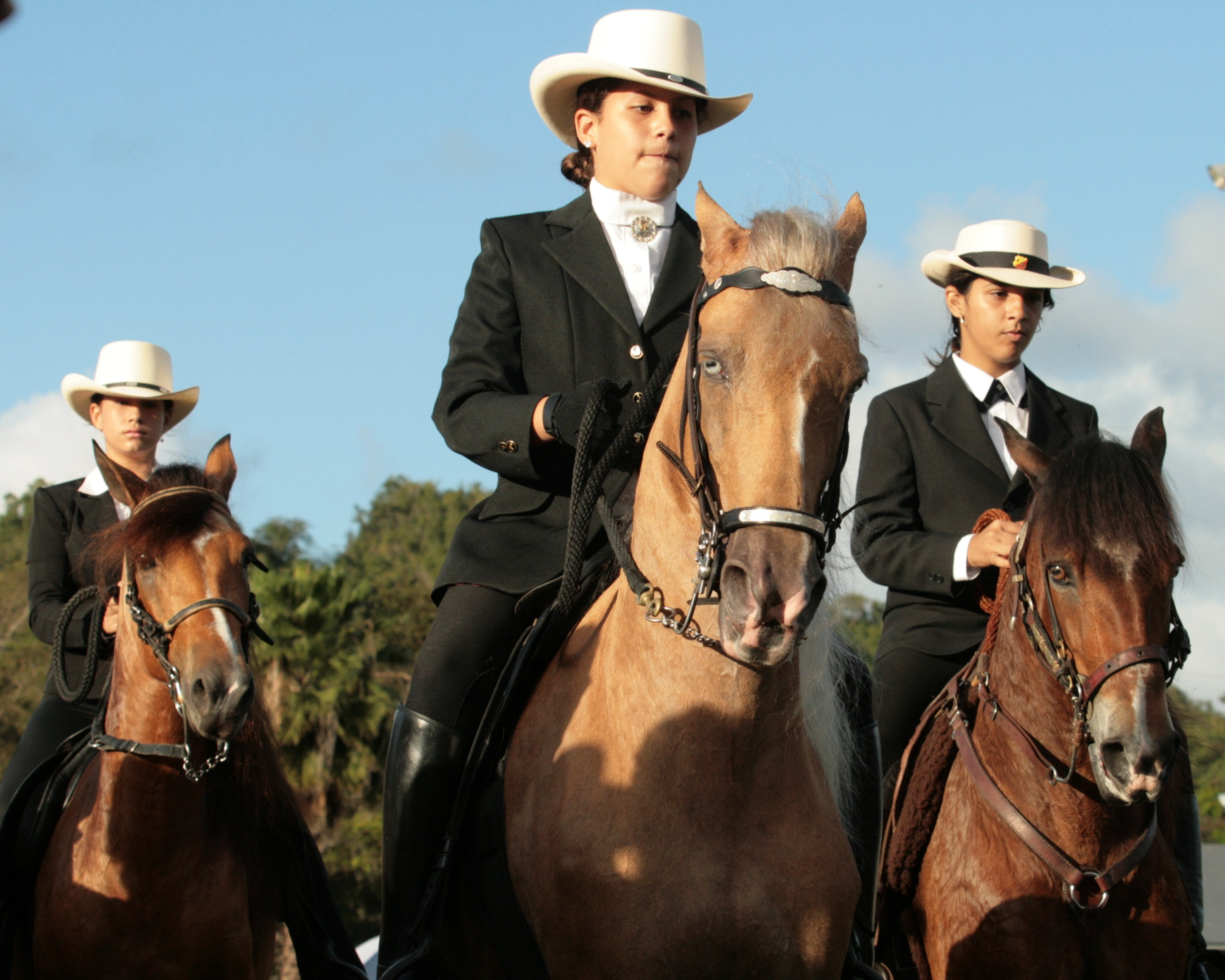
Caballos de Paso Fino en la clase de equitación en la Copa La Candelaria del 2009

### Lugares de interés/cultura
- El Poli-deportivo del Acrópolis
- El Salón del Poeta
- Zona Histórica
- Playa Los Tubos
- Los Chicos
- Playa Mar Chiquita
- Playa la Esperanza

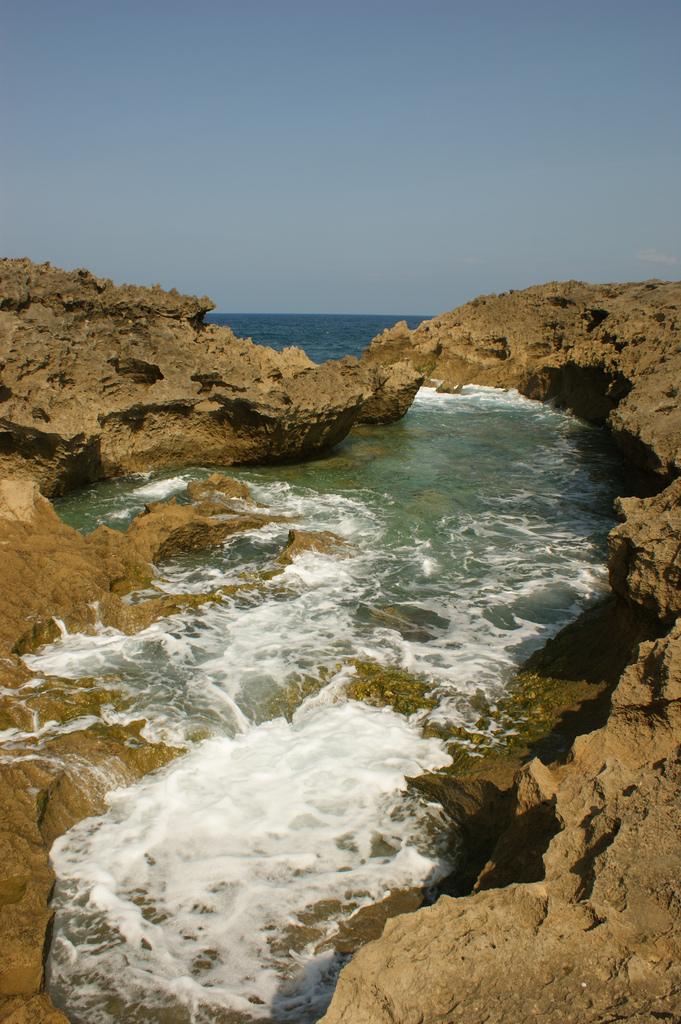
Entorno de la playa Mar Chiquita.

- Marqués de la Esperanza Hacienda Ruinas
- Ruinas de la Oficina de la Central Monserrate
- Iglesia Nuestra Señora de la Candelaria y San Matías Apóstol
- Playa La Poza de las Mujeres (playa La Esperanza)
- Centro de las Artes
- Cueva las Golondrinas
- Coliseo Juan "Bincito" Cruz Abreu
- Biblioteca Municipal Francisco Álvarez Marrero junto a 7 bibliotecas de comunidad
- Casino

### Festivales y eventos
- Fiestas Patronales - febrero: «La Virgen de La Candelaria»
- Fiestas de la Cruz - mayo
- Festival del Manatí - julio
- Festival de Navidad - diciembre
- El Bailatón - primer viernes de cada mes

### Hospedería
- Hotel Hyatt Place Manatí

### Hospitales
- Manatí Medical Center (Hospital de Área)
- CDT
- Doctor Center Manatí